# Beatrice Abati
Beatrice Abati (Castellanza, 6 febbraio 1997) è una calciatrice italiana, centrocampista della Pro Sesto.

## Carriera

### Club
Beatrice Abati nasce a Castellanza, in provincia di Varese, e già in giovane età inizia ad interessarsi al gioco del calcio. Inizia a giocare in una formazione mista con i maschietti nell'oratorio di Castellanza quando frequentava la quinta elementare per passare poi, in terza media, alla Roncalli dove rimase per due anni.
Nella stagione 2012-2013 decide di tesserarsi con l'Inter Inter entrando in rosa con la sua formazione Primavera. Le qualità dimostrate nella competizione giovanile le fanno conquistare un posto nella rosa della formazione titolare debuttando in Serie A durante la stagione 2013-2014.

### Nazionale
Con le Azzurrine dell'Under-17 ha conquistato il terzo posto nel Campionato europeo di categoria 2014 ed il terzo posto nel Mondiale della Costa Rica.
Nel gennaio 2015 il selezionatore delle nazionali giovanili dell'Italia Corrado Corradini la convoca a Coverciano presso il Centro Tecnico Sportivo Federale della FIGC per uno stage in vista di un possibile inserimento in rosa nella nazionale italiana Under-19 in vista della Fase Élite del campionato europeo di categoria 2015. Per il suo debutto nel torneo deve però attendere il 17 settembre, alla prima fase di qualificazione all'edizione di Slovacchia 2016, dove allo Sportpark Skoatterwâld di Heerenveen le Azzurrine si impongono per 11-0 sulle pari età di Cipro. Abati nell'occasione rileva Federica Cavicchia al 58'. Quello, complice anche la non qualificazione alla fase finale, rimarrà l'unico incontro ufficiale UEFA giocato con la maglia dell'Under-19.